# Benson, Illinois
Benson är en ort (village) i Woodford County i Illinois. Vid 2020 års folkräkning hade Benson 412 invånare.